# Rick Blight
Pour les articles homonymes, voir Blight.
Richard Derek Blight (né le 17 octobre 1955 à Portage la Prairie, province du Manitoba - mort le 3 avril 2005 dans la même ville) est un joueur professionnel canadien de hockey sur glace. Il évoluait au poste d'ailier.

## Carrière de joueur
En 1970, il commence sa carrière avec les Terriers de Portage dans la Ligue de hockey junior du Manitoba. Il est choisi au 1er tour, en 10e position au total, au cours du repêchage amateur de la LNH 1975 par les Canucks de Vancouver. Il passe alors professionnel dans la Ligue nationale de hockey avec les Canucks. Il a également joué deux parties avec les Kings de Los Angeles. En 1983, il met un terme à sa carrière.

## Trophées et honneurs personnels
- WCHL
  - 1973 : élu débutant de l'année[1].
- CHL
  - 1981 : élu dans la seconde équipe d'étoiles.
- Manitoba
  - 1995 : intronisé au Temple de la renommée[2].

## Statistiques
| Saison     | Équipe                  | Ligue      |     | Saison régulière | Saison régulière | Saison régulière | Saison régulière | Saison régulière |    | Séries éliminatoires | Séries éliminatoires | Séries éliminatoires | Séries éliminatoires | Séries éliminatoires |
| Saison     | Équipe                  | Ligue      | PJ  | B                | A                | Pts              | Pun              | PJ               | B  | A                    | Pts                  | Pun                  |                      |                      |
| 1970-1971  | Terriers de Portage     | LHJM       | 47  | 20               | 19               | 39               | 33               |                  |    |                      |                      |                      |                      |                      |
| 1971-1972  | Terriers de Portage     | LHJM       | 45  | 32               | 35               | 67               | 73               |                  |    |                      |                      |                      |                      |                      |
| 1971-1972  | Wheat Kings de Brandon  | LHOC       | 1   | 1                | 0                | 1                | 0                |                  |    |                      |                      |                      |                      |                      |
| 1972-1973  | Wheat Kings de Brandon  | LHOC       | 68  | 31               | 62               | 93               | 70               |                  |    |                      |                      |                      |                      |                      |
| 1973-1974  | Wheat Kings de Brandon  | LHOC       | 67  | 49               | 81               | 130              | 122              |                  |    |                      |                      |                      |                      |                      |
| 1974-1975  | Wheat Kings de Brandon  | LHOC       | 65  | 60               | 52               | 112              | 65               | 5                | 2  | 3                    | 5                    | 6                    |                      |                      |
| 1975-1976  | Canucks de Vancouver    | LNH        | 74  | 25               | 31               | 56               | 29               | 2                | 0  | 1                    | 1                    | 0                    |                      |                      |
| 1976-1977  | Canucks de Vancouver    | LNH        | 78  | 28               | 40               | 68               | 32               | --               | -- | --                   | --                   | --                   |                      |                      |
| 1977-1978  | Canucks de Vancouver    | LNH        | 80  | 25               | 38               | 63               | 33               | --               | -- | --                   | --                   | --                   |                      |                      |
| 1978-1979  | Black Hawks de Dallas   | CHL        | 15  | 8                | 7                | 15               | 7                | --               | -- | --                   | --                   | --                   |                      |                      |
| 1978-1979  | Canucks de Vancouver    | LNH        | 56  | 5                | 10               | 15               | 16               | 3                | 0  | 4                    | 4                    | 2                    |                      |                      |
| 1979-1980  | Canucks de Vancouver    | LNH        | 33  | 12               | 6                | 18               | 54               | --               | -- | --                   | --                   | --                   |                      |                      |
| 1980-1981  | Black Hawks de Dallas   | CHL        | 74  | 46               | 49               | 95               | 122              | 6                | 0  | 3                    | 3                    | 9                    |                      |                      |
| 1980-1981  | Canucks de Vancouver    | LNH        | 3   | 1                | 0                | 1                | 4                | --               | -- | --                   | --                   | --                   |                      |                      |
| 1981-1982  | Tigers de Cincinnati    | CHL        | 37  | 16               | 23               | 39               | 21               | --               | -- | --                   | --                   | --                   |                      |                      |
| 1981-1982  | Wind de Wichita         | CHL        | 16  | 18               | 14               | 32               | 18               | 7                | 3  | 0                    | 3                    | 6                    |                      |                      |
| 1982-1983  | Alpines de Moncton      | LAH        | 19  | 8                | 7                | 15               | 6                | --               | -- | --                   | --                   | --                   |                      |                      |
| 1982-1983  | Nighthawks de New Haven | LAH        | 47  | 17               | 24               | 41               | 8                | 12               | 2  | 3                    | 5                    | 4                    |                      |                      |
| 1982-1983  | Kings de Los Angeles    | LNH        | 2   | 0                | 0                | 0                | 2                | --               | -- | --                   | --                   | --                   |                      |                      |
| Totaux LNH | Totaux LNH              | Totaux LNH | 326 | 96               | 125              | 221              | 170              | 5                | 0  | 5                    | 5                    | 2                    |                      |                      |